# Brouwer-Medaille
Die Brouwer-Medaille (niederländisch Brouwermedaille, auch bekannt als Brouwer Medal, englisch) wird seit 1970 alle drei Jahre von der Koninklijk Wiskundig Genootschap, der niederländischen mathematischen Gesellschaft, an herausragende Mathematiker vergeben. Sie ist nach Luitzen Egbertus Jan Brouwer benannt.

## Preisträger
- 1970 René Thom
- 1973 Abraham Robinson
- 1978 Armand Borel
- 1981 Harry Kesten
- 1984 Jürgen Moser
- 1987 Juri Manin
- 1990 W. M. Wonham
- 1993 László Lovász
- 1996 Wolfgang Hackbusch
- 1999 George Lusztig
- 2002 Michael Aizenman
- 2005 Lucien Birgé
- 2008 Phillip Griffiths
- 2011 Kim Plofker
- 2014 John N. Mather
- 2017 Kenneth A. Ribet
- 2020 David John Aldous
- 2023 Éva Tardos[1]